# Barbados National Stadium
Le Barbados National Stadium est un stade omnisports barbadien (servant principalement pour le football) situé à Waterford, quartier de Bridgetown, la capitale du pays.
Le stade, doté d'une capacité de 15 000 places et inauguré en 1970, sert de domicile pour l'équipe de la Barbade de football, ainsi que pour l'équipe de football du Notre Dame Sporting Club.

## Histoire
Les travaux du stade débutent en 1968, pour s'achever deux ans plus tard. Il est inauguré le 23 octobre 1970 en présence du Prince Charles.
Appartenant au gouvernement, il est d'abord administré par la National Stadium Corporation jusqu'au 31 janvier 1978, avant de passer sous l'administration du National Sports Council à partir du 1er février 1978.